# Tullmagasinet, Umeå
Tullmagasinet – av umeborna ofta kallad "Tullkammaren" – är en tegelbyggnad om 12 000 m² vid Umeälvens norra strand, som ursprungligen uppfördes för att hysa Umeå hamns magasin och tull. Entrén ligger mot Västra Strandgatan 9, och östra kortsidan vetter mot Thulegatan 1. Strax till väster om Tullmagasinet ligger Hamnmagasinet. Tullmagasinet är byggnadsminne sedan 1980.

## Uppförandet
Tullmagasinet uppfördes 1901 av Umeås handelsmän och Umeå stad vilkas hamnmagasin och bodar förstörts efter stadsbranden 1888. Handelsmännen bildade för syftet ett bolag, Umeå Import Aktiebolag, en text som fortfarande kan läsas på den södra fasaden. Borgarna hade skyldighet att stå för hamnens tullstation som också inrymdes i byggnaden och som gett byggnaden sitt namn. Byggnaden vittnar om att Umeå stad en bit in i 1900-talet hade en omfattande hamnrörelse. 

## Arkitekturen
Som arkitekt för Tullmagasinet anlitades Erik Olof Mångberg, som tidigare mest hade arbetat i trä. Magasinet har grovhuggen granitsockel och en fasad i ljust rödtegel. Magasinet hade vid uppförandet tre likstora och spetsformade risaliter mot älven. I sockeln finns stickbågiga spröjsade fönster och stickbågiga portar. På de övre två våningarna är fönsterna rundbågiga och spröjsade, placerade parvis, men på nedre våningen under riseliterna placerade trippelvis. Fönsterbågarna på första våningen är markerade med infällda mörka tegelstenar, och spröjsen på den våningen markeras med två tvärgående ränder i fasaden av samma mörka tegel som i fönsterbågarna. Den tredje våningen hade ursprungligen stickbågiga fönster och i risaliterna fanns rektangulära fönster ordnade om tre. Av detta finns bara kvar på den östra sidan. 
En brand 1908 förstörde västra och mittersta vindsvåningen. Vid återuppförandet togs inte hänsyn till byggnadens symmetri, utan till harmonin med den intilliggande teaterbyggnad som Ragnar Östberg låtit uppföra nedanför Stora hotellet (som dock inte längre finns kvar). Detta innebar att den västra risaliten försvann och i stället uppfördes fyra takkupor på den sidan, med kvadratiska dubbelfönster. En våning försvann av västra byggnaden. Den mittersta risaliten ombyggdes till ett torn med ytterligare ett våningsplan och säteritak.
Fasaden har bevarat text i vit kalk som anger vilka företag som fanns i byggnaden. Därför framgår det att själva tullkammaren låg i östra delen, att Umeå Import Aktiebolag hade den mellersta delen, samt att den västra delades av David Renman AB och andra kontor och magasin. När Umeå hamn flyttades till Holmsund 1920 kom verksamheten att upphöra i Tullmagasinet, och förändringar i stadsbilden har påverkat Tullmagasinets förutsättningar och omgivning. 

## Sentida användning
Under senare delen av 1900-talet har Tullmagasinet bland annat inhyst bildlärarutbildningen vid Umeå universitet, Sveriges Radio Västerbotten, Arbetarnas bildningsförbunds konstskola och Konstskolan Brage som föregick Konsthögskolan i Umeå, Umeås kulturförvaltning, gallerierna Brage och ETS ETS ETS, och supportavdelningar för Bredbandsbolaget och Telenor. Ytan mellan magasinet och Umeälven har utgjort hamnparkering.
Sedan 2003 ägs Tullmagasinet av Balticgruppen, som åren 2009–2010 upplät stora delar av byggnaden till den då nystartade Arkitekthögskolan, innan den flyttade in i nybyggda lokaler på Konstnärligt campus vid Umeälven Öst på stan.